# Diocèse anglican de Southwark
Le diocèse de Southwark est un diocèse anglican de la Province de Cantorbéry, créé par décision royale le 20 mars 1905 à partir du diocèse de Rochester. Il s'étend sur le Grand Londres au sud de la Tamise (sauf Bexley et Bromley), ainsi que sur le nord et l'est du Surrey. Son siège est la cathédrale de Southwark.
Il ne doit pas être confondu avec l'archidiocèse catholique de Southwark.
Il est divisé en six archidiaconés :
- Croydon,
- Reigate,
- Lambeth,
- Wandsworth,
- Lewisham,
- Southwark.